# Oligomyrmex voeltzkowi
Oligomyrmex voeltzkowi är en myrart som beskrevs av Auguste-Henri Forel 1907. Oligomyrmex voeltzkowi ingår i släktet Oligomyrmex och familjen myror. Inga underarter finns listade i Catalogue of Life.